# Monumento funerario di Lusius Storax
Il monumento funerario di Lusius Storax è un sepolcro a tempietto della prima età imperiale, conservato nel Museo archeologico La Civitella a Chieti.
Gaius Lusius Storax Romaniensis era un liberto divenuto seviro augustale grazie alla riforma amministrativa di Augusto. I rilievi, per motivi epigrafici ed antiquarii (come il tipo delle armature dei gladiatori), sono datati tra il 30 e il 50.

## Descrizione
Il monumento fu rinvenuto a fine '800 dell'archeologia Vincenzo Zecca ed esposto nella prima collezione archeologica Teatina, a seguire confluito nell'Antiquarium Teatinum allestito dal soprintendente Desiderato Scenna, e infine nell'attuale museo archeologico "La Civitella". L'area di rinvenimento era l'antica necropoli dei Calvi in zona chiesa di Santa Maria Calvona.
Il monumento è composto da due rilievi, fregio e frontone, di un sepolcro a tempietto. sul fregio è raffigurato con notevole vivezza un munus gladiatorio che il ricco Lusius doveva aver offerto in occasione della sua elezione. Vi sono raffigurati gladiatori e incitatori in varie pose (dal saluto, alla preparazione, alla lotta, alla vittoria o sconfitta), come se si trattasse di una scena unica, anche se in realtà le varie operazioni seguivano una precisa sequenza, una dopo l'altra. Il desiderio del committente doveva quindi essere soprattutto quello di far documentare la sontuosità del ludus, il cui costo era proporzionale al numero di lottatori impegnati. Questo rilievo è composto con calcolato equilibrio e un ritmato uso di pause e movimenti. Il fondo è neutro e i dettagli sono curati con cura, soprattutto i muscoli, i panneggi, ecc. Ciò ha fatto pensare a un'ispirazione diretta da modelli urbani di Roma.

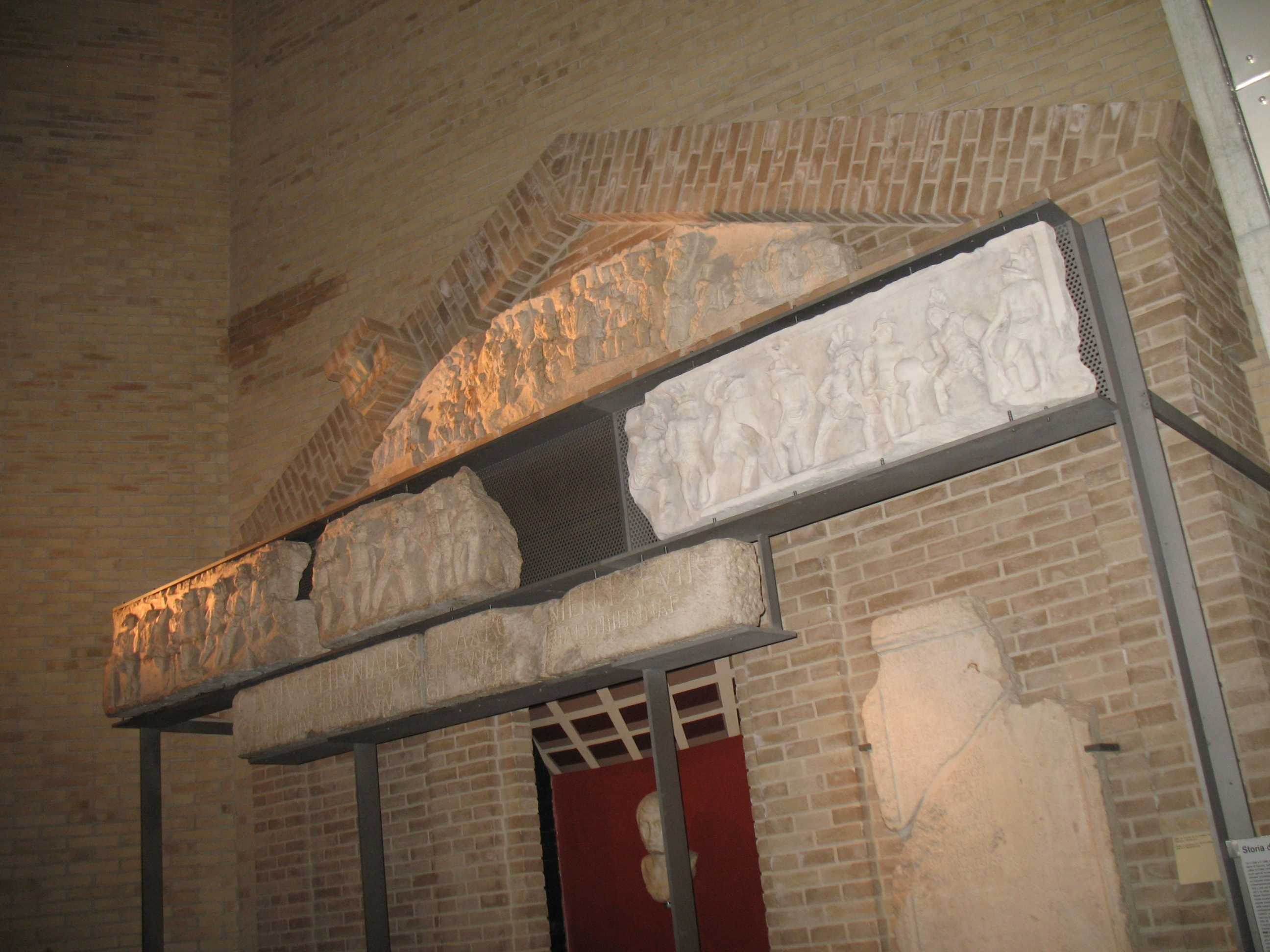
Il frontone conservato nel Museo archeologico La Civitella, Chieti

La scena del frontone è più affollata e si propone di raffigurare un momento preciso nella realtà, l'investitura di Lusius Storax. Esistono due piani sovrapposti. Ai lati si trovano due gruppi di suonatori: cornicines a destra e tubicines a sinistra. In basso a sinistra, in primo piano, si trova un sedile con tre giovinetti, verosimilmente tre camilli che simboleggiano l'avvenuto sacrificio connesso con l'investitura. Il centro è occupato dal tribunal, con al centro Storax e ai lati due bisellia (sedili onorari romani a due posti): vi sono seduti i quattuorviri di Teate (nome dell'antica Chieti), affiancati da un littore in piedi. A destra, simmetricamente ai tre camilli, si trova un personaggio con bastone, che è un augure o un lanista.
Il secondo piano ha come sfondo un colonnato, molto probabilmente il foro di Teate, sede del ludus descritto nel fregio. Le figure in secondo piano sono undici personaggi togati (il collegio dei seviri augustali, con sei uscenti e cinque entranti in carica, ai quali va ovviamente aggiunto Storax) e un littore. Tra i seviri, tutti sembrano intenti ad osservare i giochi, mentre uno è accostato all'orecchio di Storax e due stanno (a destra) invece contando del denaro in uno scrigno, testimonianza dell'avvenuto pagamento da parte di Storax della summa honoraria: questa certificazione non avvenne certamente durante il ludus, ma era un episodio che arricchiva la scena.
All'estrema sinistra, sempre in secondo piano, si svolge una concitata scena di zuffa con quattro personaggi (una donna a braccia spalancate, un uomo che tira un pugno sulla faccia di un altro), forse una documentazione di un piccolo tumulto popolare durante il ludus, come nel caso della zuffa fra Pompeiani e Nocerini ritrovata su una pittura "plebea" di Pompei.

## La corrente plebea
L'opera è un interessante documento di quella corrente "plebea" (non legata alla committenza più raffinata), in questo caso italica, che nel giro di tre secoli divenne arte di Stato. In particolare alcune soluzioni ingenuamente intuitive, ma altamente comprensibili, come la narrazione riassuntiva di più momenti, l'uso della prospettiva deformata, la proporzione ingrandita per il personaggio principale, i ludi a un piano inferiore, ecc., si ritrovano in quelle opere imperiali del IV secolo come  l'Arco di Costantino o il Dado di Teodosio.  
La grossolana "nuova" aristocrazia locale con opere come queste rendeva leggibili a chiunque il proprio status e le res gestae del committente.